# 東祖谷大枝
東祖谷大枝（ひがしいやおおえだ）は、徳島県三好市の町名。2021年（令和3年）11月30日現在の人口は21人、世帯数は16世帯。郵便番号は778-0204。

## 地理
三好市の南部に位置。北は東祖谷奥ノ井、東は東祖谷京上、南は東祖谷大西・東祖谷若林、西は東祖谷小島・東祖谷和田とそれぞれ接する。地域内には祖谷地方でも最も大きな武家屋敷の武家屋敷旧喜多家がある。

### 河川
- 和田谷川 - 祖谷川の支流。

## 歴史
- 2006年（平成18年）3月1日 - 三好郡東祖谷山村が三野町・池田町・山城町・井川町・西祖谷山村と合併して三好市が発足し、現在の町名となる。

## 世帯数と人口
2021年（令和3年）11月30日現在の世帯数と人口は以下の通りである。
| 町丁       | 世帯数 | 人口 |
| ---------- | ------ | ---- |
| 東祖谷大枝 | 16世帯 | 21人 |

## 小・中学校の学区
市立小・中学校に通う場合、学区は以下の通りとなる。
| 番地 | 小学校               | 中学校               |
| ---- | -------------------- | -------------------- |
| 全域 | 三好市立東祖谷小学校 | 三好市立東祖谷中学校 |

## 施設
- 武家屋敷旧喜多家
- 鉾神社 - 徳島県の天然記念物に指定されている「鉾杉」がある。

## 交通

### 鉄道
- 最寄駅はJR土讃線の大歩危駅。